# 4-Heptanol
El 4-Heptanol o heptan-4-ol con la fórmula química C7H16O,  es un compuesto químico del grupo de los alcoholes orgánicos, derivado del isómero heptanol. Se trata de un alcohol cuaternario con el hidroxilo en el cuarto carbono de las siete cadenas lineales de carbono. 
El 4-Heptanol es quiral, así que además del 4-heptanol, existen otros isómeros (R)- y (S)-.

## Características
El heptan-4-ol es un líquido inflamable amarillento que es prácticamente insoluble en agua, pero es soluble en etanol. Su punto de fusión es de -41.5 °C y su punto de ebullición es de 156 °C.

## Instrucciones de seguridad
Los vapores de 4-heptanol pueden formar una mezcla explosiva con el aire (punto de inflamabilidad 54 °C, punto de ignición 295 °C).